# Xanthorhoe rupicola
Xanthorhoe rupicola là một loài bướm đêm trong họ Geometridae.